# Sandali Condé
Sandali Condé (* 26. März 2003 in Wien) ist ein guineisch-österreichischer Fußballtorwart.

## Karriere

### Verein
Condé begann seine Karriere beim FC Hellas Kagran. Im September 2010 wechselte er zum KSC/FCB Donaustadt. Zur Saison 2011/12 wechselte er in die Jugend des FK Austria Wien, bei dem er später auch sämtliche Altersstufen in der Akademie durchlaufen sollte.
Zur Saison 2019/20 rückte er in den Kader der zweiten Mannschaft der Austria. Im Juli 2020 debütierte er für diese in der 2. Liga, als er am 30. Spieltag jener Saison gegen die Kapfenberger SV in der Startelf stand. Insgesamt kam er für die Violets zu 26 Zweitligaeinsätzen, ehe er mit dem Team 2023 aus der 2. Liga abstieg. Daraufhin wurde er zur Saison 2023/24 auf Kooperationsbasis an den Zweitligisten SV Stripfing verliehen. Insgesamt kam er für Stripfing zu sechs Zweitligaeinsätzen.
Im Jänner 2025 wechselte er zum Zweitligisten Admira Wacker.

### Nationalmannschaft
Condé debütierte im September 2019 gegen die Schweiz für die österreichische U-17-Auswahl. Im September 2021 gab er gegen Kroatien sein Debüt im U-19-Team.
Im März 2024 wechselte er dann den Verband und wurde erstmals für die guineische U-23-Auswahl nominiert.